# Kim Hye-ja
Kim Hye-ja (Seul, 14 de setembro de 1941) é uma atriz sul-coreana. Ela recebeu elogios da crítica internacional pelo filme Mother - A Busca pela Verdade de 2009.

## Filmografia

### Cinema
| Ano  | Título                        | Papel   |
| ---- | ----------------------------- | ------- |
| 1982 | Late Autumn                   | Hye-rim |
| 1999 | Mayonnaise                    | Mãe     |
| 2009 | Mother - A Busca pela Verdade | Hye-ja  |
| 2014 | Como Roubar um Cão            | Senhora |
| 2017 | The Way                       | Soon-ae |